# Wirbelsturm im Bergischen Land 1906

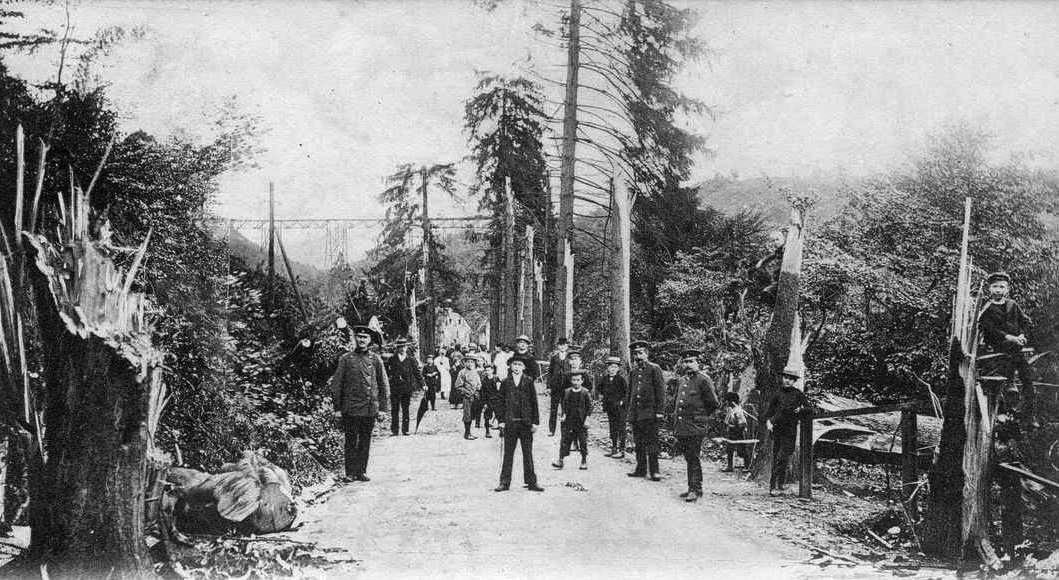
Schäden in Müngsten

Der Wirbelsturm im Bergischen Land 1906 war ein Wetterereignis am 14. August 1906 im Bereich des Landkreises Solingen und Remscheid, das zu großen Schäden und mehreren Todesopfern geführt hat.
Ein Gewitter zog aus südwestlicher Richtung aus dem Rheinland kommend über das Bergische Land. Es bildete sich ein Tornado, der zu erheblichen Zerstörungen an Häusern, Brücken und Wäldern führte. Betroffen waren vor allem die Ortschaften I. Balkhausen, II. Balkhausen, Scharfhausen, Schaberg, Dorperhof und Müngsten. Der Tornado erreichte noch die Wupper bei Beyenburg.
Es gab drei Tote und viele Verletzte, wie das „Solinger Kreis-Intelligenzblatt“, heute Solinger Tageblatt, berichtete.